# Mahou Tsukai Tai!
Mahou Tsukai Tai (魔法使いTai!, Mahō Tsukai Tai!) é um anime, lançado em seis episódios de OVA feitos em 1996 e uma série de televisão com 13 episódios exibida em 1999 pela WOWOW. A história fala sobre um grupo de bruxos que tenta salvar o mundo de criaturas extraterrestres que são robôs, e além disso precisam lidar com problemas nos clubes da escola.
No Japão é comum os estudantes terem algum clube na escola. Assim, quem gosta de tênis, entra em algum relacionado e quem gosta de desenhar mangá, entra em um clube de desenhistas. O clube que da origem a história é o Clube de Mágica do Colégio Kitahonashi.

## Enredo
A história começa quando aparece no céu um imenso objeto metálico chamado Bell. Os governos do mundo inteiro utilizaram suas mais poderosas armas, mas nada conseguiu acabar com o tal paredão extraterreno. Como magia raios de luzes fazem desaparecer aviões e navios de guerras deixando os soldados boiando no mar. O objeto metálico não faz nenhum mal a população da Terra, apenas solta robôs que ficam passeando pela cidade. Eles são muito educados e até param quando o sinal está vermelho. Mas o presidente do clube de mágica resolveu destruir os invasores com seus poderes. Ele faz um discurso inflamado sobre como e preciso lutar contra os invasores. Nisso a personagem principal da história Sae Sawanoguchi resolveu ajudar e entrou para o clube de mágica. Junto com ela entra sua melhor amiga "Nanaka Nakatom" que vem para cuidar da amiga e ficar perto do vice-presidente Ayanojyo Aburatsubo por quem tem uma quedinha. Mas tarde conheceremos Akane Aikawa a integrante mais ausente do clube.

## Clube de Mágica
O clube de mágica tem cinco integrantes:
- Takeo Takakura é o presidente do clube.
- Ayanojyo Aburatsubo é o vice-presidente.
- Sae Sawanoguchi, a protagonista principal.
- Nanaka Nakatomi.
- Akane Aikawa.